# اتزیو ویگورلی
اتزیو ویگورلی (۱۷ اوت ۱۸۹۲–۲۴ اکتبر ۱۹۶۴) یک وکیل و سیاستمدار ایتالیایی بود که عضو حزب سوسیالیست ایتالیا (PSI) و سپس حزب سوسیالیست دموکراتیک ایتالیا (PSDI) بود. او به عنوان وزیر کار و رفاه اجتماعی در سه کابینه مختلف در دوره ۱۹۵۴–۱۹۵۹ خدمت کرد.

## سنین جوانی و تحصیلات
ویگورلی در ۱۷ اوت ۱۸۹۲ در لکو به دنیا آمد. او در ارتش ایتالیا خدمت کرد و در جنگ لیبی و جنگ جهانی اول شرکت داشت. او در جنگ مجروح شد. پس از جنگ، مدرک حقوق گرفت.

## حرفه
ویگورلی کار خود را به عنوان وکیل در میلان آغاز کرد. در سال ۱۹۲۱ او به حزب سوسیالیست ایتالیا (PSI) پیوست. از سال ۱۹۲۱ تا ۱۹۲۶ او مشاور شهر میلان برای حزب بود. در سال ۱۹۴۳ به دلیل ظلم حکومت فاشیست به همراه خانواده خود به سوئیس پناهنده شد.
در سال ۱۹۴۴ ویگورلی بخشی از قیام اوسولا بود و به عنوان وزیر دولت موقت خدمت کرد. سال بعد او عهده‌دار رئیس سازمان کمک شهری در میلان شد و تا سال ۱۹۵۷ در این سمت بود. یکی از اولین ابتکارات او در این پست، مبارزه با فقر بود.
ویگورلی در سال ۱۹۴۷ به عضویت مجلس مؤسسان درآمد و به حزب سوسیالیست دموکراتیک ایتالیا (PSDI) پیوست. ویگورلی یکی از چهره‌های برجسته حزب شد. وی همچنین در سال ۱۹۴۸ به نمایندگی مجلس انتخاب شد. در دهه ۱۹۵۰ روبرتو ترملونی و ویگورلی کمیته تحقیق مجلس در مورد مشکلات فقر و بیکاری را رهبری کردند.
ویگورلی در سال ۱۹۵۴ به عنوان وزیر کار و رفاه اجتماعی به کابینه نخست‌وزیر ماریو اسکلبا منصوب شد. روبرتو ترملونی و ویگورلی اعضای سوسیال دموکرات کابینه بودند. ویگورلی تا سال ۱۹۵۷ به خدمت در کابینه اول آنتونیو سنی ادامه داد. وی همچنین در ژوئیه ۱۹۵۸ به عنوان وزیر کار و رفاه اجتماعی در کابینه به رهبری نخست‌وزیر آمینتوره فانفانی معرفی شد. ویگورلی در ۲۴ ژانویه ۱۹۵۹ از سمت خود استعفا داد. در ۸ فوریه ۱۹۵۹ او و سایر معاونان، حزب سوسیالیست دموکراتیک ایتالیا (PSDI) را ترک کردند و گروهی را تأسیس کردند که در ۱۸ مه ۱۹۵۹ به حزب سوسیالیست ایتالیا (PSI) پیوست.

## زندگی شخصی و مرگ
ویگورلی با دیانا فوگازا ازدواج کرد، آنها صاحب دو فرزند به نام‌های برونو و آدولفو شدند که به ترتیب در سال‌های ۱۹۲۰ و ۱۹۲۱ به دنیا آمدند. در ژوئن ۱۹۴۴ هر دو پسر او در جنگ آزادیبخش علیه رژیم فاشیستی جان باختند. ویگورلی در ۲۴ اکتبر ۱۹۶۴ در میلان درگذشت.

### آثار
ویگورلی کتابی با عنوان «ایتالیایی سوسیالیست است و نمی‌داند» منتشر کرد.